# Eric Papilaya
 (décembre 2024).
Si vous disposez d'ouvrages ou d'articles de référence ou si vous connaissez des sites web de qualité traitant du thème abordé ici, merci de compléter l'article en donnant les références utiles à sa vérifiabilité et en les liant à la section « Notes et références ».
Eric Papilaya est un chanteur autrichien né le 9 juin 1978, à Vöcklabruck, en Haute-Autriche.
Il a représenté son pays au Concours Eurovision de la chanson 2007 à Helsinki, Finlande. Il a interprété la chanson Get a life - Get alive, mais il a été éliminé en demi-finale. Auparavant, il avait participé à Starmania, où il avait atteint le top 5.